# Johann Christoph Friedrich Klug
Johann Christoph Friedrich Klug (Berlim, 3 de fevereiro de 1775 – Berlim, 3 de fevereiro de 1856) foi um médico, professor universitário e entomólogo alemão.
Com a morte precoce do pesquisador Johann Karl Wilhelm Illiger em 1813 Klug tornou-se o conservador do Museu Humboldt em Berlim, cujo acervo era constituído por espécimes recolhidos por Johann Centurius von Hoffmannsegg, ou por sua ordem, no Brasil.

## Entomologia
Klug descreveu várias espécies de lepidópteros e muitos outros insetos do Alto Egito e da Arábia recolhidos na expedição científica de Christian Gottfried Ehrenberg e Wilhelm Friedrich Hemprich, e publicados em Berlim na obra Symbolæ Physicæ entre 1829 a 1845.
Foi professor de medicina e entomologia na Universidade Humboldt de Berlim (como hoje é chamada), onde foi curador das coleções do insetário entre 1810 a 1856; durante algum tempo também foi o diretor do Jardim Botânico de Berlim, que hoje alberga as suas coleções; ele trabalhou com muitos espécimes de Hymenoptera e Coleoptera.
Em 1855 foi eleito membro da Academia Real das Ciências da Suécia.

## Homenagens
O gênero Klugia (presentemente renomeado Rhynchoglossum, da família Gesneriaceae) foi nomeado em sua homenagem, assim como as borboletas Geitoneura klugii e Heliophisma klugii. O mesmo se deu com o coleóptero Clivina klugii (Putzeys, 1846)

## Trabalhos
Relação parcial das obras de Klug:
- Die Blattwespen nach ihren Gattungen und Arten zusammengestellt. Sitzungsberichte der Gesellschaft naturforschender Freunde zu Berlin 6: 45–62, 276–310 (1814).
- Entomologische Monographieen. Berlim. p. 172–196 (1824).
- Entomologiae Brasilianae specimen. Bonn, Wolfgang Schwarzkopf, (1821). Com três gravuras coloridas a mão por Franz, após S. Weber. 
  - Entomologiae Brasilianae specimen alterum, sistens insectorum coleopterorum nondum descriptorum centuriam. Bonn, Wolfgang Schwarzkopf, (1825). Com cinco gravuras coloridas a mão por S. Weber. 1 vol, 4 tomos.
- Insecta. in: Ehrenberg, C.G. Symbolae Physicae, seu icones et descriptiones corporum naturalium novarum aut minus cognitorum (1829–1845)
- Berich über eine auf Madagascar veranstaltete Sammlung von Insecten aus der Ordnung Coleoptera. Abhandlungen der Preussische Akademie der Wissenschaften, pp. 91–223 (1833).
- Übersicht der Tenthredinetae der Sammlung (des Berliner entomologischen Museums). Jahrbücher der Insektenkunde 1: 233–253 (1834).
- Com Carl Heinrich Hopffer e ilustrado por Bernhard Wienker: Neue Schmetterlinge der Insekten-Sammlung des Königl. Zoologischen Musei der Universität zu Berlin Hft. (Volume) 1 – 2 Berlim : Bei dem Herausgeber BHL (1836)
- Fortsetzung der Diagnosen der neuen (und bereits seit mehreren Monaten vollständig gedruckten) Coleopteren, welche die Insectensendungen des Herrn Dr. Peters von Mossambique enthalten hatten, von der Familie der Staphylinii an bis zu den Lamelicornia, diese mit eingeschlossen. Berichten der Akademie der Wissenschaften, Berlim 20: 643–660 (1855)
- Ueber die Geschlechtsverschiedenheit der Piezaten. Erster Haelfte der Fabriciusschen Gattungen. Mag. Ges. Naturf. Freunde Berlim 1: 68–80. (1807)